# La Quinta (California)
La Quinta es una ciudad ubicada en el condado de Riverside en el estado estadounidense de California, específicamente en el Valle Coachella, fundada en 1930. En el año 2000 tenía una población de 23,694 habitantes y una densidad poblacional de 288.1 personas por km².

## Geografía
La Quinta se encuentra ubicada en las coordenadas 33°40′31″N 116°17′51″O / 33.67528, -116.29750. Según la Oficina del Censo, la ciudad tiene un área total de 83,4 km² (32,2 mi²), de la cual 82,2 km² (31,7 mi²) es tierra y 1,1 km² (0,4 mi²) (0%) es agua. La Quinta se encuentra dentro del Valle Coachella.

## Demografía
Según la Oficina del Censo en 2007 los ingresos medios por hogar en la localidad eran de $72,452, y los ingresos medios por familia eran $82,168. Los hombres tenían unos ingresos medios de $40,553 frente a los $31,627 para las mujeres. La renta per cápita para la localidad era de $27,284. Alrededor del 7.8% de la población estaban por debajo del umbral de pobreza.